# Heiko Klietsch
Heiko Klietsch (* 1945/1946) ist ein ehemaliger deutscher Basketballtrainer und Sportjournalist.

## Laufbahn
Nach seiner Zeit als Basketballspieler wurde der 1,80 Meter große Aufbauspieler Klietsch als Trainer tätig. Der Diplom-Sportlehrer war Mitte der 1970er Jahre Trainer des Bundesligisten TuS 04 Leverkusen. In der Saison 1974/75 zählten neben anderen Achim Kuczmann, Dieter Kuprella, Otto Reintjes, Norbert Thimm, Rudolf Kleen und Jackie Ridgle zu seinem Spieleraufgebot. Unter Klietschs Leitung erreichte die Mannschaft 74/75 in der Hauptrunde der Bundesliga-Nordstaffel den zweiten Rang in der Abschlusstabelle. Als ebenfalls Zweiter der Zwischenrunde zog man ins Halbfinale um die deutsche Meisterschaft ein. Dort verlor Klietsch mit dem TuS 04 das Hinspiel gegen den USC Heidelberg (69:84) und gewann das Rückspiel (80:73), schied aufgrund des Korbverhältnisses aber aus. Er trat mit Leverkusen auch im Europapokal der Pokalsieger an. In der ersten Wettbewerbsrunde schied man gegen den englischen Vertreter Embassy All-Stars Bromley aus. Im Sommer 2002 wurde er Trainer des Leichlinger TV in der Regionalliga.
Gemeinsam mit Gerhard Schmidt trug er zum 1977 erschienenen Basketball-Handbuch den Aufsatz Erfolgskontrolle von Training und Wettkampf bei. Klietsch war beruflich auch im Sportjournalismus tätig, arbeitete als Bildgestalter, Redakteur und Autor. Ab 1986 war Klietsch bei Sportfernsehübertragungen für die Zeitlupenerstellung verantwortlich.
In den Jahren 2004 und 2005 leitete er die Forschungsprojekte Darstellung und Optimierung mediengerechter Wettkampfstätten für optimale Berichterstattungen im Sport sowie anlagenrelevanter Aspekte zu Einsatzmöglichkeiten neuester Video-, Kommunikations- und Messsysteme sowie Messen und Berichterstattung im Sport – Darstellung und Optimierung mediengerechter Wettkampfstätten für optimale Berichterstattungen im Sport sowie anlagenrelevanter Aspekte zu Einsatzmöglichkeiten neuster Video-, Kommunikations- und Messsysteme und 2007 Planungsgrundlagen zur mediengerechten Ausgestaltung von Sportanlagen.
2016 erschien Klietschs vom Bundesinstitut für Sportwissenschaft herausgegebenes Buch Mediengerechte Sportanlagen.